# Jamkhandi
Jamkhandi är en ort i Indien.   Den ligger i distriktet Bagalkot och delstaten Karnataka, i den sydvästra delen av landet, 1 400 km söder om huvudstaden New Delhi. Jamkhandi ligger 563 meter över havet och antalet invånare är 61 690.
Terrängen runt Jamkhandi är platt. Runt Jamkhandi är det tätbefolkat, med 369 invånare per kvadratkilometer. Närmaste större samhälle är Rabkavi, 19,5 km väster om Jamkhandi. Trakten runt Jamkhandi består till största delen av jordbruksmark.